# Force It
| 전문가 평가              | 전문가 평가 |
| 평가 점수                | 평가 점수   |
| 출처                     | 점수        |
| ------------------------ | ----------- |
| AllMusic                 | [ 2 ]       |
| Christgau's Record Guide | B−          |

《Force It》은 1975년에 발매된 영국의 록 밴드 UFO의 네 번째 스튜디오 음반이다. 이 음반은 그들이 미국에서 차트인을 한 첫 번째 음반이었다.
이 음반은 텐 이어스 애프터의 베이시스트 레오 라이언스가 프로듀싱했다. 또 다른 텐 이어스 애프터 멤버 칙 처칠은 UFO 음반에 이 악기를 처음 사용한 펜더 로즈 전기 피아노 건반을 연주했다.
CD 재발매는 1994년 캠브리지의 사운드 레코딩 테크놀로지에서 리마스터링 되었다.

## 커버 아트
다소 논란의 여지가 있는 오리지널 음반 커버는 1970년대의 거의 모든 다른 UFO 음반 커버와 마찬가지로 힙노시스가 디자인했다. 커버의 누드는 품위를 손상하는 수준에 이르렀고 욕조에 있는 커플의 성별은 몇 년 동안 알려지지 않았다. 모델은 나중에 제네시스 P-오리지와 코시 판니 투티로 밝혀졌는데, 둘 다 영향력 있는 인더스트리얼 밴드인 스로빙 그리슬의 후예였다. 이 작품은 미국에서의 첫 발매를 위해 부드러워졌고, 욕조에 있는 커플을 투명하게 만들었다. 커버는 사진 속 여러 번의 탭(영국 영어) 또는 "faucets"(미국 영어)이 있는 말장난으로, 음반의 제목에 대한 연극이다.

## 곡 목록
모든 곡들은 특별한 언급이 없는 한 미하엘 쉥커와 필 모그에 의해 작사/작곡하였다.
| #  | 제목                  | 작사·작곡                        | 재생 시간 |
| -- | --------------------- | -------------------------------- | --------- |
| 1. | 〈Let It Roll〉       |                                  | 3:57      |
| 2. | 〈Shoot Shoot〉       | 쉥커, 모그, 피트 웨이, 앤디 파커 | 3:40      |
| 3. | 〈High Flyer〉        |                                  | 4:08      |
| 4. | 〈Love Lost Love〉    |                                  | 3:21      |
| 5. | 〈Out in the Street〉 | 웨이, 모그                       | 5:18      |

| #  | 제목                     | 작사·작곡              | 재생 시간 |
| -- | ------------------------ | ---------------------- | --------- |
| 6. | 〈Mother Mary〉          | 쉥커, 모그, 웨이, 파커 | 3:49      |
| 7. | 〈Too Much of Nothing〉  | 웨이                   | 4:02      |
| 8. | 〈Dance Your Life Away〉 |                        | 3:35      |
| 9. | 〈This Kid's〉           |                        | 6:13      |